# IC 2143
IC 2143 — галактика типу SBb (компактна витягнута галактика) у сузір'ї Заєць.
Цей об'єкт міститься в оригінальній редакції індексного каталогу.